# PQ Большой Медведицы
PQ Большой Медведицы (лат. PQ Ursae Majoris) — одиночная переменная звезда в созвездии Большой Медведицы на расстоянии (вычисленном из значения параллакса) приблизительно 13157 световых лет (около 4034 парсеков) от Солнца. Видимая звёздная величина звезды — от +14,55m до +13,74m.

## Характеристики
PQ Большой Медведицы — пульсирующая переменная звезда типа RR Лиры (RRAB).